# Zborowiec
Zborowiec – wieś w Polsce położona w województwie kujawsko-pomorskim, w powiecie radziejowskim, w gminie Piotrków Kujawski.

## Podział administracyjny
W latach 1975–1998 miejscowość administracyjnie należała do województwa włocławskiego. Wieś sołecka – zobacz jednostki pomocnicze gminy Piotrków Kujawski w BIP.

## Historia
Zborowiec w wieku XIX to folwark w powiecie nieszawskim gminie i parafii Piotrków. Od Nieszawy odległy 42 wiorsty. W 1827 r. było 9 domów i 53 mieszkańców. W roku 1885 liczył 49 mieszkańców. Folwark ten w r. 1883 oddzielony od dóbr Gradowo. Wieś Zborowiec natomiast ma 4 osady i 4 morgi gruntu.

## Demografia
W roku 1827 posiadała 53 mieszkańców, nieco ponad pół wieku później (1885 r.) było ich 49. Według Narodowego Spisu Powszechnego (III 2011 r.) liczyła 193 mieszkańców. Jest jedenastą co do wielkości miejscowością gminy Piotrków Kujawski.